# 中野冷機
中野冷機株式会社（なかのれいき、NAKANO REFRIGERATORS CO., LTD）は、東京都港区に本社を置き、冷凍・冷蔵ショーケース、冷凍機、業務用冷蔵庫の製造・販売を手掛けている企業。東京証券取引所スタンダード市場上場。

## 概要
1917年に創業。1946年に法人へ改組したと同時にアンモニア式冷凍機の製造・販売を開始し、1953年には日本初となるステンレス製ショーケースを開発した。以降もスーパーマーケット、コンビニエンスストア、物流センター向けの冷凍・冷蔵ショーケース、冷凍機、業務用冷蔵庫の製造・販売・メンテナンスを手掛けている。
新幹線100系電車に連結されていたカフェテリア用ショーケースを開発したのも中野冷機である。
2025年には、日本女子サッカーリーグ（なでしこリーグ）のオフィシャルスポンサーに就任した。

## 沿革
- 1917年 - 東京市麻布区（現：東京都港区）にて創業。
- 1946年2月 - 株式会社中野冷凍機製作所として法人へ改組。アンモニア式冷凍機、アイスキャンディー・アイスクリーム製造装置の製造・販売を開始。
- 1953年10月 - 日本初となるステンレス製ショーケースを開発。
- 1963年4月 - 規格型ショーケースとオープンショーケースの量産を開始。
- 1980年3月 - 商号を中野冷機株式会社に変更。
- 1986年8月 - 株式を店頭公開。
- 1994年8月 - 中国上海市に上海双鹿中野冷機有限公司（現：上海海立中野冷機有限公司）を設立。
- 2002年6月 - 子会社としてテクノ冷熱株式会社を設立。
- 2003年7月 - 株式会社ヒロタ電機を子会社化したと同時に、ヒロタ電機の商号を株式会社中野冷機神奈川に変更。
- 2004年12月 - JASDAQ上場。
- 2005年7月 - 子会社として、株式会社中野冷機千葉と株式会社中野冷機茨城を設立。
- 2007年
  - 10月 - 子会社として、株式会社中野冷機東北を設立。
  - 12月 - 大分冷機株式会社を子会社化。
- 2008年6月 - 株式会社高橋冷凍機製作所を第三者割当増資により子会社化。
- 2010年10月 - テクノ冷熱株式会社と高橋冷凍機製作所を吸収合併。
- 2015年10月 - 株式会社中野冷機千葉・株式会社中野冷機茨城・株式会社中野冷機東北の3社を吸収合併。
- 2023年9月 - NAVI GATE JAPAN COMPANY LIMITEDを子会社化[2]。

## 事業所
- 本社 - 東京都港区芝浦2丁目15番4号
- 結城工場 - 茨城県結城市大字鹿窪1474番1
- 大阪支店 - 大阪府吹田市南金田2丁目29番6号
- 東北営業所 - 岩手県盛岡市津志田14地割124

## グループ会社
- 株式会社中野冷機神奈川
- 大分冷機株式会社
- 上海海立中野冷機有限公司
- NAVI GATE JAPAN COMPANY LIMITED